# Холмогорова, Вера Васильевна
Ве́ра Васи́льевна Холмого́рова (урождённая Вера Васильевна Гыдова; род. 13 апреля 1988) — российский и украинский журналист, корреспондент журнала «Эксперт» (2006-2009), корреспондент газеты «Ведомости» (2009-2010). Редактор информационно-аналитического портала «Політ.ua» в Киеве с 2010 года. Парламентский корреспондент медиахолдинга РБК (2017—2018).

## Биография
Окончив гимназию № 1504, продолжила обучение в Российском государственном гуманитарном университете на философском факультете.
Занимается журналистикой с 2003 года, в 2003—2004 годах публиковалась в «Русском журнале», газете СПС «Правое дело», а также в ряд других изданий.
В 2005 году корреспондент сайта kasparov.ru, принадлежащего Гарри Каспарову.
В 2006—2009 годах корреспондент отдела политики российского делового еженедельника «Эксперт» и интернет-издания «Эксперт Online» (г. Москва). Парламентский корреспондент, корреспондент президентского пула В. В. Путина.
В 2009—2010 годах корреспондент отдела политики газеты «Ведомости» (Москва). Парламентский корреспондент. В 2010 году была спецкором газеты во время президентской кампании на Украине.
С июля 2010 года редактор интернет-портала «Полит.ua» (г. Киев), постоянный автор.
В начале 2017 года вернулась в Москву и снова стала парламентским корреспондентом, на этот раз российского медиахолдинга РБК. В апреле 2018 года покинула это издание, что связывали со  скандалом с обвинений в адрес Л. Э. Слуцкого в домогательствах и его последующего бойкота.

## Семья
Состояла в 2005-2010 годах в браке с общественным деятелем Егором Холмогоровым, мать его дочери Александры, которую родила вскоре после своего 17-летия 23 апреля 2005 года.